# Kristijan Jakić
Kristijan Jakić (Split, 14. svibnja 1997.) hrvatski je nogometaš koji igra na poziciji obrambenoga veznoga igrača. Trenutačno igra za Augsburg.

## Klupska karijera
Kao mladić iz Runovića, počeo je trenirati nogomet sa 7 godina u lokalnom klubu Mračaju. Nakon prvog kluba preselio se u veći poznatiji Imotski, u kojem je proveo četiri sezone i s kojim je 2013. godine izborio najjaču ligu omladinskog nogometa. U ljeto 2013. godine primjetili su ga u RNK Splitu i doveli ga u svoju akademiju. U prosincu 2015. godine, Jakić je debitirao za seniorski sastav u domaćem remiju (1:1) protiv Osijeka.
U svibnju 2017., nakon ispadanja RNK Splita iz lige, Jakić je preselio u Zagreb i potpisao za Lokomotivu. U sezoni 2019./20. bio je jedan od ključnih igrača zagrebačkog kluba u pohodu na drugo mjesto, s kojim su osigurali kvalifikacije za najelitnije europsko natjecanje, Ligu prvaka.
Za zagrebački Dinamo potpisao je 24. srpnja 2020. godine i zadužio opremu s brojem 97. Dana 12. rujna 2020. godine, debitirao je za Dinamo u pobjedi (2:1) nad Hajdukom u derbiju na Poljudu. Svoj prvi pogodak u "modrom" dresu postigao je 8. studenoga 2020. godine u visokoj pobjedi (5:0) nad Istrom.

## Reprezentativna karijera
Tijekom svoje omladinske karijere nastupao je za selekcije Hrvatske do 19 i 20 godina. Za A selekciju hrvatske nogometne reprezentacije debitirao je 8. listopada 2021. godine protiv Cipra kojeg je Hrvatska dobila 0:3.
Dana 9. studenoga 2022. izbornik Zlatko Dalić uvrstio je Jakića na popis igrača za Svjetsko prvenstvo 2022.

## Priznanja

### Individualna
- 2024. Odlukom predsjednik Republike Hrvatske Zorana Milanovića odlikovan je Redom Danice hrvatske s likom Franje Bučara: "Za izniman uspjeh hrvatske nogometne reprezentacije, doprinos sportu i međunarodnom ugledu Republike Hrvatske te osvajanju 3. mjesta na 22. Svjetskom nogometnom prvenstvu u Državi Katru" [14]

### Klupska
Dinamo Zagreb
- 1. HNL (2): 2020./21., 2021./22.
- Hrvatski nogometni kup (1): 2020./21.

Eintracht Frankfurt
- UEFA Europska liga (1): 2021./22.

### Reprezentativna
Hrvatska
- Svjetsko prvenstvo: 2022. (3. mjesto)[15]

## Vanjske poveznice
- Profil, Hrvatski nogometni savez
- Profil, Soccerway (engl.)
- Profil, Transfermarkt (engl.)